# کومانیتسه
کومانیتسه (به صربی: Komanice) یک روستا در صربستان است که در Mionica واقع شده‌است.